# Protoschrankia murakii
Protoschrankia murakii là một loài bướm đêm trong họ Erebidae.